# Sheriff (videogioco)
Sheriff (シェリフ?) è un videogioco arcade prodotto nel 1979 da Nintendo. Distribuito in America settentrionale da Exidy con il titolo di Bandido, è uno dei primi cabinati prodotti dalla software house giapponese.

## Modalità di gioco
Sheriff vede come protagonista uno sceriffo, costretto a difendersi da una banda di banditi che lo accerchiano sparandogli. Il personaggio giocante può muoversi nelle 8 direzioni, e contemporaneamente sparare in una direzione diversa.
Intorno al campo sono sparse quattro carovane con le quali il giocatore può ripararsi momentaneamente dai proiettili nemici.
Talvolta alcuni dei nemici faranno una veloce incursione all'interno della zona, costringendo il giocatore a una veloce azione difensiva. Unico bonus che appare nel gioco è un avvoltoio che si presenta nello spazio in alto dello schermo, volando da sinistra a destra, accompagnato da un motivetto speciale: sparandogli vengono accreditati ulteriori punti bonus.

## Ulteriori apparizioni e camei
- Oltre alla suddetta versione edita da Nintendo, esiste un bootleg pubblicata da Exidy nel 1980, con il nome Bandido. Questa versione non presenta alcuna differenza a livello grafico, sonoro o di gameplay rispetto alla sua controparte originale.[senza fonte]

- Il videogioco WarioWare, Inc: Minigame Mania per Game Boy Advance presenta un minigioco basato su Sheriff.[2] Nel gioco il viso dello sceriffo viene sostituito da quello di Wario.[senza fonte]

- Il protagonista di questo gioco appare come trofeo nel picchiaduro Super Smash Bros. Melee e come assistente in Super Smash Bros. per Nintendo 3DS e Wii U.